# Margriet Ehlen
Margriet Ehlen (Heerlen, 28 de setembre de 1943) és una poeta, compositora, directora d'orquestra i pedagoga musical neerlandesa.
Ehlen compon per a gran varietat d'instruments, però és molt activa en composicions per a veu. En aquest terreny escriu per a cors sols i també amb acompanyament d'orquestra. Moltes de les seves composicions per a veu parteixen de les seves poesies i la d'altres poetes com: Gerrit Achterberg, Anna Bijns, Emily Dickinson, Wiel Küsters i Elly de Waard, entre d'altres.
Ehlen estudià composició amb Gerard Kockelmans, Willem de Vries Robbe i Robert Heppner, piano amb Bart Berman i Kees Steinroth i el cor i realització amb Eelkema January. Estudià música escolar, direcció coral i composició als conservatoris de Maastricht, Rotterdam i Amsterdam. Es graduà amb llicenciatura d'educació musical en el Conservatori de Maastricht, i és professora en els col·legis de Rotterdam, Maastricht i Sittard. Ha recopilat i analitzat les obres del seu primer mestre, el compositor holandès Gerard Kocelmans.
Moltes de les seves obres han estat publicades per Donemus, una editorial sense finalitats de lucre que promou els compositors clàssics contemporanis. Alguns d'altres han estat publicats per l'editorial Rieks Sodenkamp de Maastricht.

## Selecció d'obres
- 1979: Cyclus I, Cinc cançons per a veu i piano sobre poemes de Martin.
- 1980: Tres cançons per a veu i piano sobre texts de Martin
- 1984: Palimpseste, de cançons sobre poemes de Wiel Küsters per a mezzosoprano i piano.
- 1988: Wijfken, Staat oppe, per a soprano i flauta / contralt i flauta sobre texts d'Anna Bijnstriptiek.
- 1990: Euridyce, un cicle de set cançons per a mezzosoprano i quartet de flauta amb texts de Gerrit Achterberg.
- 1990: Tres petites cançons per a veu i flauta sobre poemes de Hadewych Laugs.
- 1994: Drom.
- 1995: Too few the mornings be, per a soprano, saxo, piano i corn.
- 2001: Catalunya, El Far, per a piano i veu parlant.
- 2003: Per la llunyania, mini-òpera per a soprano, dues orquestres de percussió, dues ballarines, vídeo, i dos cors.
- 2006: Ignis Caritas, per a carilló.
- 2010: Engelenmaan, soprano i flauta, amb text de Frans Budé.
- 2012: De IJzeren Dame van Maastricht, contratenor i saxo, amb text de Daan Doesborgh.[2][1]

## Premis
- 1997: Premi de literatura Peter Kempkens
- 1998: Premi de poesia de la ciutat de Sittard
- 1995-1999: Veldeke premis (4 vegades en els anys subsegüents)